# 남깜
남깜(베트남어: Năm Cam, 본명: 쯔엉반깜(Trương Văn Cam), 1947년 4월 22일 ~ 2004년 6월 3일)은 베트남의 범죄자, 마피아 두목이다. "대부"라는 별칭을 갖고 있다.
15세 시절에 다른 사람과의 싸움 끝에 사망시킨 혐의로 징역 2년을 선고받았다. 1966년 출소와 함께 베트남 공화국(남베트남) 군대에 입대하면서 베트남 전쟁에 참전했다. 1975년 베트남 전쟁 종전 이후에는 베트남 민주 공화국(북베트남) 수용소에서 교육을 받았다.
수용소에서 석방된 이후에는 각종 범죄 활동을 통해 수익을 올렸다. 1994년에는 범죄 혐의로 체포되었지만 1995년 5월 베트남의 소리 직원이었던 쩐마이하인(Trần Mai Hạnh)의 개입을 통해 석방되었다. 살인, 폭력, 도박, 무허가 금융 등을 통해 막대한 범죄 수익을 올렸으며 2000년 10월 2일에는 그와 대립 관계에 있던 마피아 두목인 중하(Dung Hà)를 살해했다.
2003년 6월 4일에 베트남 호찌민 시 법원으로부터 사형을 선고받았다. 그의 재판 과정에서 재판관 3명, 변호사 80명, 목격자 30명이 참석했다. 2004년 6월 3일에 호찌민 시에서 총살되었다.